# Calymmaria alleni
Calymmaria alleni är en spindelart som beskrevs av Ernst Heiss och Draney 2004. Calymmaria alleni ingår i släktet Calymmaria och familjen panflöjtsspindlar. Inga underarter finns listade.